# William Dunbar
Pour les articles homonymes, voir William Dunbar (homonymie).
William Dunbar (né vers 1460 et mort vers 1520) est un poète écossais, probablement né dans l'East Lothian.

## Biographie
Son nom apparaît pour la première fois en 1477 dans le registre de la faculté des arts à l'Université de St Andrews. Il rejoint par la suite l'ordre franciscain à Saint Andrews (ou à Édimbourg) et voyage en France comme moine errant. Il passe quelques années en Picardie où il se trouve lorsqu'une mission est envoyée de Grande-Bretagne pour trouver une fiancée pour le jeune roi Jacques IV d'Écosse. Il se joint à cette mission qui finira par trouver, en 1501 Marguerite Tudor.
Entre-temps, Dumber retourne en Écosse pour devenir prêtre à la cour et c'est à cette occasion qu'il commence à écrire. Tous les renseignements que nous avons à son sujet sur cette époque (jusque vers 1520) sont tirés de ses poèmes ou des registres royaux tenant compte des payements de pensions.

## Première obscénité imprimée
Dunbar détient le record anecdotique d'être le premier auteur dont un texte imprimé contient le mot fuck. Écrit en 1503 (et imprimé en 1508), son poème "Brash of Wowing" contient en effet les lignes :
Yit be his feiris he wald haif fukkit:
Ye brek my hairt, my bony ane.